# Artère thoraco-acromiale

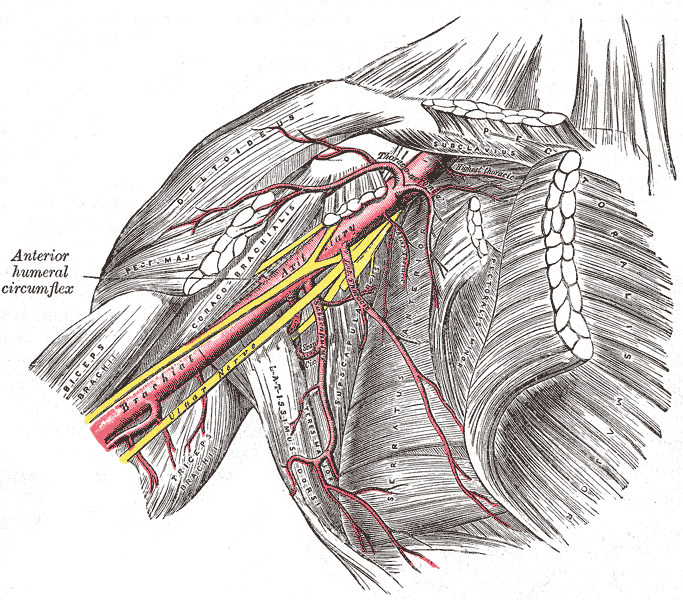
Les branches de l'artère axillaire.

L'artère thoraco-acromiale (ou artère acromio-thoracique) est une artère systémique du membre supérieur.

## Origine
L'artère thoraco-acromiale nait de la face antérieure de l'artère axillaire au niveau du bord supérieur ou derrière le muscle petit pectoral.

## Trajet
L'artère thoraco-acromiale perfore le fascia clavi-pectoral au-dessus du muscle petit pectoral et se divise en quatre branches :
- le rameau acromial,
- le rameau claviculaire,
- le rameau deltoïdien,
- le rameau pectoral.

## Branches

### Rameau acromial de l’artère thoraco-acromiale
Le rameau acromial passe latéralement sur l'apophyse coracoïde et sous le muscle deltoïde, auquel il donne des ramifications.
Il perce ensuite ce muscle et se termine sur l'acromion en contribuant à l'anastomose acromiale avec des branches provenant des artères supra-scapulaire et circonflexe postérieure de l'humérus.

### Rameau claviculaire de l’artère thoraco-acromiale
Le rameau claviculaire se dirige vers vers le haut et vers l'intérieur de l'articulation sterno-claviculaire qu'il vascularise avec le muscle subclavier.

### Rameau deltoïdien de l’artère thoraco-acromiale
Le rameau deltoïdien naît souvent avec le rameau acromial, il croise le muscle petit pectoral et passe dans le même sillon que la veine céphalique, entre les muscles grand pectoral et deltoïde, et donne des ramifications aux deux muscles.

### Rameau pectoral de l’artère thoraco-acromiale
Le rameau pectoral descend entre les muscles petit pectoral et grand pectoral. Il irrigue ces deux muscles ainsi que la région mammaire.
Il s'anastomose avec les artères intercostales issues de l'artère thoracique interne et avec l'artère thoracique latérale.